# Camponotus albicoxis
Camponotus albicoxis é uma espécie de inseto do gênero Camponotus, pertencente à família Formicidae.